# Antidéplacement
En géométrie, un antidéplacement est une isométrie affine qui renverse l'orientation :
en dimension 2, un antidéplacement inverse les angles orientés.

## Exemples
- En dimension 2, les antidéplacements sont les réflexions glissées, avec comme cas particuliers les réflexions.
- En dimension 3, les antidéplacements sont les réflexions glissées et les antirotations.
- En dimension n quelconque, des exemples d'antidéplacements sont donnés par les réflexions glissées, et par les symétries centrales si la dimension n est impaire.